# Lillälven, Dalarna
Lillälven är sjön Runns utlopp i Dalälven vid Torsång. Dess längd är blott ett par kilometer. Lillälvens totala avrinningsområde är 3 065 km², varav 68 procent skog, 11 procent sjöar och resten uppodlad mark, myrmark, tätorter med mera. Medelvattenföringen vid mynningen är 31 m³/s. Dess två huvudkällflöden, som båda mynnar i Runn, är Svärdsjövattendraget (Sundbornsån) och Faluån.